# 郑才人 (宋钦宗)
郑才人，北宋宋钦宗的妃嫔。北宋时为正五品才人。
靖康之变時，她為金军俘虏，建炎三年（即金天会七年）七月初六日又为宋钦宗生下一男孩，取名赵训。

## 參见
- 韩静观